# 片桐ダム
片桐ダム（かたぎりダム）は、長野県下伊那郡松川町、天竜川水系片桐松川に建設されたダム。高さ 59.2 メートルの重力式コンクリートダムで、洪水調節・不特定利水・上水道を目的とする、長野県営の多目的ダム（補助多目的ダム）である。ダム湖（人造湖）の名は松川湖（まつかわこ）という。

## 歴史
片桐松川は木曽山脈（中央アルプス）の念丈岳（標高2,291メートル）を水源とする一級河川で、天竜川が形成した河岸段丘を横断するようにして東へ流れ、松川町上新井地先で天竜川へ合流している。河川勾配が急な上、流出した土砂が河床を上昇させ毎年のように水害をもたらした。
長野県は片桐松川の治水と利水をはかる事業を計画し、1971年（昭和46年）より予備調査を開始。片桐松川は土砂の流出が多大な河川で、片桐ダムには面積1平方キロメートルあたり1年間で1,600立方メートルもの土砂が堆積するという試算がなされた。排砂機構検討委員会はその対策を検討した結果、ダム完成後は一年に一度水位を低下させて湖底に堆積した土砂の浚渫を計画。あわせてダムの常用洪水吐に排砂機能を付加するよう設計することとした。片桐ダムの堤体中央に位置する常用洪水吐は、ダム上流面でカーテンウォールによって覆われており、飲み口が吐き口よりも低い位置に配置されている。出水時には土砂を多く含む水をサイフォンの原理で河床近くより吸い上げて排出するというしくみである。
片桐ダムは1976年（昭和51年）国庫補助事業として採択され、実施計画調査を経て1981年（昭和56年）に着工、1989年（平成元年）に完成している。総事業費は139億円。

## 周辺
中央自動車道 松川インターチェンジより長野県道15号飯島飯田線を北に進むと、片桐ダムへの道を示す看板がある。あとは松川青年の家を通過し、続く看板に従って道なりに進めば片桐ダムが見えてくる。周辺は公園として整備され、秋は紅葉が美しい。
片桐ダム湖は松川湖と呼ばれているが、松川町南の飯田市を流れる松川には1974年（昭和49年）完成の松川ダムがあり、しばしば混同される。また、静岡県伊東市を流れる伊東大川には奥野ダムがあり、このダム湖もまた松川湖という名がつけられている。

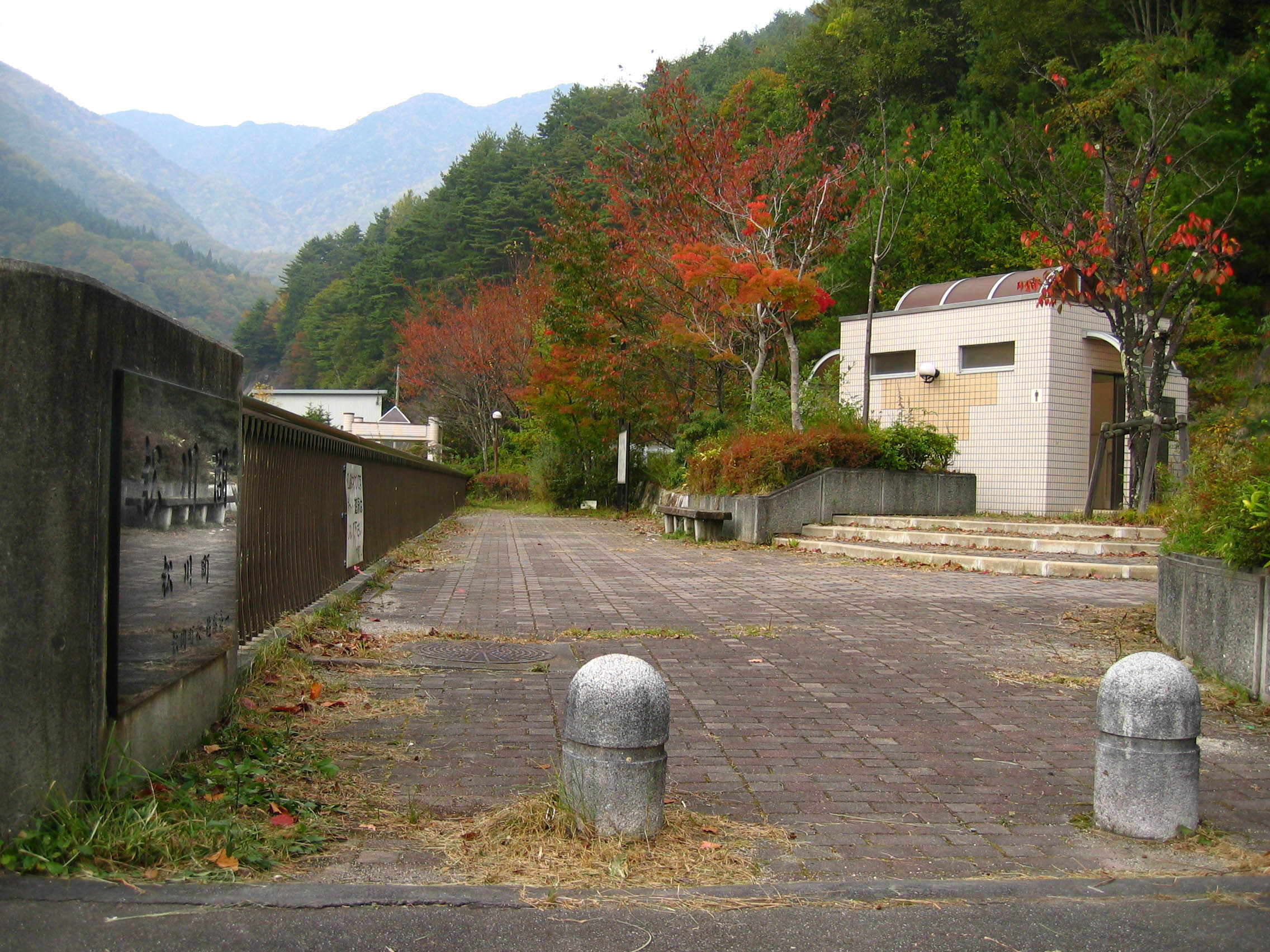
片桐ダム公園
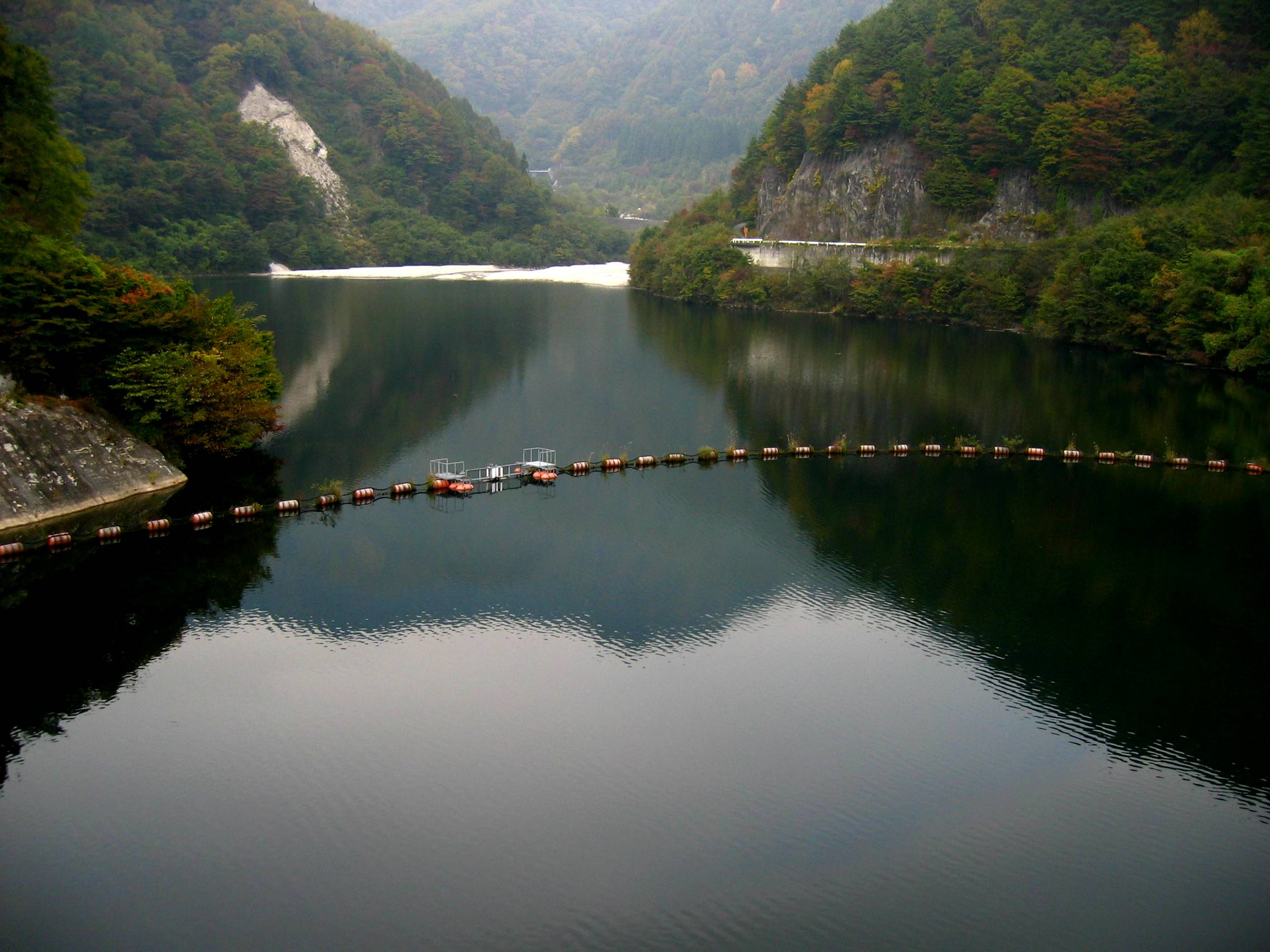
松川湖